# Црква Светог Марка у Мајуру
Црква Светог Марка у Мајуру, насељеном месту на територији града Шапца, подигнута је 1995. године. Припада Епархији шабачкој Српске православне цркве.
Црква у Мајуру посвећена Светом Апостолу и Еванђелисти Марку, подигнута је у периоду од 31. јула 1994. до 23. јула 1995. године.